# Commendatori
"Commendatori" je 17. epizoda HBO-ove televizijske serije Obitelj Soprano i četvrta u drugoj sezoni serije. Napisao ju je David Chase, režirao Tim Van Patten, a originalno je emitirana 6. veljače 2000.

## Radnja
Pokušavajući gledati piratsko izdanje Kuma II, Tony Soprano svojoj ekipi objavi kako će otputovati u Napulj, zajedno s Pauliejem i Christopherom, kako bi postigao dogovor s lokalnom mafijaškom obitelji (dalje vezanom sa Sopranovima) o krijumčarenju ukradenih automobila. Iako je Tony uzbuđen zbog nadolazećeg putovanja, elan mu se ubrzo spušta zbog Carmele, koja je uzrujana jer će Tony putovati u inozemstvo sa suradnicima, a ne sa svojom obitelji. Tony joj pokuša objasniti da se radi o poslovnom putovanju i da neće biti previše vremena za turističke aktivnosti. 
Na ručku s Rosalie Aprile i Angie Bonpensiero, Carmela upita Angie kako njezin odnos s Pussyjem sada kada se vratio kući. Angie žali što se Pussy kući i kaže da je od tada stalno zabrinuta. Angie zatim kaže ženama kako se nedavno podvrgnula testu na tumor te kako je Pussy pokazao jako malo suosjećanja za nju. Dok dvije ostale žene slušaju užasnute, ona im prizna kako je razmišljala o samoubojstvu, ali se na kraju odlučila za razvod kad dođu rezultati. Angieni se testovi ubrzo pokazuju negativnima, ali ona namjerava podnijeti zahtjev za razvod čim se pravne tvrtke otvore nakon nadolazećeg židovskog blagdana. Carmela, doživljavajući sve osobno, podsjeti Angie da je Pussy brižni otac i nagovori je da ostane s njim zbog djece koja se, iako odrasla, nalaze u fazi životne prekretnice. Angie kaže Carmeli da se, kad je Pussy stigao kući nakon nekoliko mjeseci odsustva, osjećala depresivno i bijesno. Odlazeći, čini se kako se Carmela osjeća podvojeno u smislu savjeta koje je dala prijateljici. Nakon što se Pussy vrati kući i tiho dadne cvijeće Angie, ona se na trenutak nasmije, ali ga zatim udari njime. 
Međutim, stanje njegova braka u zadnje je vrijeme najmanja briga za Pussyja: on je obuzet pritiskom koji je nastao tijekom njegove suradnje s FBI-em te postaje sve više paranoičan. Pussy se uznemiri kad ga tijekom sastanka s FBI-evim agentom Skipom Liparijem ugleda Jimmy Bones, profesionalni imitator Elvisa i poznanik. Dvojac biva prisiljen izmisliti priču na licu mjesta, tvrdeći kako je Skip suradnik mafije iz Dovera. Skip inzistira da je Pussy dobro odradio stvar i da nije izazvao sumnju, ali Pussyju to malo znači. Kako bi se osigurao da Jimmy neće progovoriti, Pussy posjećuje njegovu kuću i prebije ga nasmrt čekićem.
Tony, Christopher i Paulie stižu u Napulj i upoznaju Furia Giuntu koji će biti njihov prevoditelj tijekom putovanja. Furio ih obavijesti da će večerati s nekoliko kapetana napuljske obitelji i Don Vittoriom, šefom obitelji. Paulie i Tony odlaze na večeru, ali otkrivaju kako će posao dogovarati s još jednim članom mafije, Ninom, s kojim Tony ne želi razgovarati. Međutim, nakon upoznavanja s Donom, postaje jasno da je Vittorio senilan i nesposoban za poslovanje. Frustriranog Tonyja obavještavaju da je Dona zamijenio njegov zet, Mario Zucca, ali da je on u zatvoru gdje služi kaznu doživotnog zatvora. Tony se iznenadi saznanjem da je Mariova žena i Vittoriova kćer, Annalisa, preuzela kontrolu nad obitelji. Odlazeći iz restorana, Tony i Paulie se šokiraju kad ugledaju kako Furio i njegovi ljudi bezosjećajno tuku dječaka koji je bacio nekoliko petardi dok je Don prolazio kako bi stekao pozornost i poštovanje, a čak udaraju i njegovu majku koja je pokušala intervenirati. Sljedećeg dana, Tony se sastaje s Annalisom, ali još uvijek ima određene rezerve o dogovaranju sa ženom, a tenzije se dalje podižu obostranom seksualnom privlačnošću dvoje šefova. Tonyjevi suradnici iz domovine pokazuju se nesposobnima u dokazivanju potpore; Christopher je proveo cijelo vrijeme zaključan u svojoj hotelskoj sobi, potajno se drogirajući heroinom s lokalnim prostitukama i narkomanima, dok se Paulie upustio u potragu za svojim korijenima, samo kako bi otkrio kako ne podnosi napuljsku gostoljubivost, kuhinju i vodoinstalacije.
Sljedećeg dana, Annalisa poziva Tonyja i kaže da još imaju nekog nedovršenog posla. Tony nevoljko pristane dovršiti razgovore s Annalisom i kaže joj, da bi njihov dogovor profunkcionirao, ona mora poslati Furia u njegovu obitelj. Annalisa odbije, rekavši kako je Furio jedan od njezinih najboljih ljudi. Tony u zamjenu pristane razmijeniti ukradene automobile po manjoj cijeni. Ona pristane i dvojac se opusti, posjećujući neke gradske znamenitosti. Ona prilazi Tonyju, ali tenzije nestaju kad Tony nevoljko kaže Annalisi da bi seksualni odnos s poslovnim partnerom bilo "sranje ondje gdje jede". Na aerodromu u Newarku, Pussy pokupi pristigli trojac kako bi ih vratio kući; Paulie opisuje putovanje kao "prekrasno", iako je očito vrlo sretan što se vratio u New Jersey. Tony i dalje žali zbog svoje nezadovoljene privlačnosti prema Annalisi, dok je Christopher, koji se konačno probudio iz heroinske ošamućenosti, zauzet kupnjom dara za Adrianu u lokalnoj suvenirnici na aerodromu. 
Kad Tony uđe u kuću objavivši da se vratio, Carmela je u svojoj spavaćoj sobi te se podsjeća na raniju Angienu priču o Pussyjevom povratku nakon dugog izbivanja.

## Glavni glumci
- James Gandolfini kao Tony Soprano
- Lorraine Bracco kao Dr. Jennifer Melfi *
- Edie Falco kao Carmela Soprano
- Michael Imperioli kao Christopher Moltisanti
- Dominic Chianese kao Corrado Soprano, Jr.
- Vincent Pastore kao Big Pussy Bonpensiero
- Steven Van Zandt kao Silvio Dante
- Tony Sirico kao Paulie Gualtieri
- Robert Iler kao Anthony Soprano, Jr. *
- Jamie-Lynn Sigler kao Meadow Soprano
- Drea de Matteo kao Adriana La Cerva *
- David Proval kao Richie Aprile *
- Aida Turturro kao Janice Soprano
- Nancy Marchand kao Livia Soprano*

* samo potpis

### Gostujući glumci
| - Sofia Milos kao Annalisa - Louis Lombardi, Jr. kao Furio - Vittorio Duse kao Zi Vittorio - Toni Kalem kao Angie Bonpensiero - Mike Memphis kao Jimmy Bones - Steven R. Schirripa kao "Bacala" Baccalieri - Sharon Angela kao Rosalie Aprile - Jay Lynch kao partner - Emme Shaw kao medicinska sestra - Maureen Van Zandt kao Gabriella Dante - Ciro Maggio kao Raffaelle - Danton Stone kao g. Sontag - Melissa Weil kao gđa Sontag | - Jason Fuchs kao sin Sontag - Jessica Peters kao sestra Sontag - Gano Grills kao Antonio - Anthony Alessandro kao konobar - Frank Caero kao domaćin - Pina Cutolo kao majka - Raffaele Giulivo kao Camillo - Antonio Lubrano kao Nino - Guido Palliggiano kao Pino - Alida Tarallo kao prostitutka - Alex Toma kao dječak - Giuseppe Zeno kao Tanno - Ricardo Zinna kao direktor hotela |

## Prva pojavljivanja
- Furio Giunta: mafijaš iz napuljske organizacije. Furio biva poslan u Ameriku nakon uspješnog dogovora između Tonyja i Annalise.
- Annalisa Zucca: šefica napuljske obitelji.
- Angie Bonpensiero: Pussyjeva žena.
- Gabriella Dante: Silviova žena.

## Umrli
- Jimmy Bones: Elvisov imitator i mafijaški suradnik koji slučajno ugleda Pussyja s njegovim kontaktom iz FBI-a. Pussy ga zatuče čekićem kako ne bi progovorio o spomenutom sastanku.

## Naslovna referenca
- Naslov epizode je množinski oblik talijanske riječi 'commendatore', što je u talijanskom društvu počasna titula. Tonyja i njegovu ekipu tim riječima dočekuju u Italji, gdje je Paulie čuje i pokušava iskoristiti tijekom epizode.

## Produkcija
- Autor serije, David Chase, viđen je u ovoj epizodi kao Talijan kojem Paulie kaže "commendatori".
- Iako je ovo četvrta epizoda druge sezone, producirana je kao deveta po redu.
- Scena u kojoj Paulie pokušava zapodjenuti razgovor s mjesnim stanovništvom na dokovima nije bila u scenariju: Tony Sirico jednostavno je snimljen kako razgovara s prolaznicima.
- Vittorio Duse, koji je glumio Zia Vittoria, glumio je i Don Tommasina u Kumu III.
- Posljednji razgovor Tonyja i Annalise snimljen je u arheološkim ruševinama Kuma.

## Glazba
- Pjesma "Con te partirò" Andree Bocellija u ovoj se epizodi svira tri puta.
- Pjesma koja svira tijekom odjavne špice je Jovanottijeva "Piove".
- Kad Tonyja voze u vilu Annalise Zucce svira napuljska pjesma "Cuore Ingrata" (bez vokala).
- Jovanottiijeva pjesma "Marco Polo" svira nakratko kad Christopher prvi put uzima drogu.
- Pjesma "Certamente" talijanskog rock sastava Madreblu svira kad Christopher drugi put uzima drogu.

## Vanjske poveznice
- Commendatori u internetskoj bazi filmova IMDb-a